# 王肃 (东汉)
王肃（？—52年），东汉人，王莽三叔平阿侯王譚曾孙，王仁之孙，父亲王磐是马援的侄婿。

## 生平
王肃出入王侯府第。诸侯王在京城，招揽宾客。马援对司马吕种说：“建武开国，重建天下，我忧虑皇子们广纳宾客，那么将会兴起大狱了。”有人上书控告王肃等人出身受诛之家，却成为诸侯王们的宾客，恐怕会寻找机会，制造贯高、任章那样的变乱。刘玄之子、寿光侯刘鲤受到沛王刘辅宠信，对刘盆子心怀怨恨，纠结宾客杀死了刘盆子之兄、前式侯刘恭。汉光武帝大怒，诛杀王肃等人，数以千计。